# Maurice Braun (peintre)
Pour les articles homonymes, voir Maurice Braun et Braun.
Maurice Braun, né le 1er octobre 1877 à Nagy-Bittse dans le comitat de Trencsén en Hongrie et décédé le 7 novembre 1941 à San Diego dans l'état de la Californie aux États-Unis, est un  peintre paysagiste impressionniste américain. Établit à San Diego, il est connu pour ces toiles représentant les déserts de Sonora et de Mojave, les collines et paysages du sud de la Californie et ces vues de la Sierra Nevada et des chaînes côtières californiennes. Il a également peint les paysages de l'état de New York et du Connecticut, ou il a séjourné au sein de la colonie artistique d'Old Lyme et à Silvermine (en).

## Biographie
Maurice Braun naît à Nagy-Bittse (une ville aujourd'hui nommé Bytča et situé en Slovaquie) dans le comitat de Trencsén en Hongrie en 1877. Enfant, il émigre en 1881 avec sa famille aux États-Unis et arrive à New York. De 1897 à 1900, il étudie à l'académie américaine des beaux-arts sous la direction des peintres Edgar Melville Ward (en), Francis Coates Jones et George W. Maynard (en). En 1901, il étudie avec le peintre William Merritt Chase et passe l'année suivante en Europe. Il s'établit ensuite comme peintre portraitiste à New York.
En 1909, il déménage en Californie. Il installe son studio dans le quartier de Point Loma à San Diego. En 1912, il ouvre la San Diego Academy of Art ou il travaille comme professeur. Il devient membre du California Art Club (en) et du La Jolla Art Association, ou il côtoie les peintres Charles Arthur Fries et Alfred R. Mitchell (en). En 1915, il participe à la fondation de la San Diego Art Guild. Ses peintures impressionnistes des déserts de Sonora et de Mojave, des collines et des paysages du sud de la Californie et la Sierra Nevada et des chaînes côtières californiennes lui valent une reconnaissance nationale. Au début des années 1920, il habite à New York le temps d'une année, puis séjourne dans la colonie artistique d'Old Lyme et à Silvermine (en) dans le Connecticut, avant de retourner en Californie, ou il décède à San Diego en 1941. À la fin de sa carrière, il se spécialise dans les natures mortes de fleurs.
Ces œuvres sont notamment visibles ou conservées au San Diego History Center (en) et au musée d'Art de San Diego, au Oakland Museum of California d'Oakland, à l'Irvine Museum d'Irvine, au Laguna Art Museum (en) de Laguna Beach, au Springville Museum of Art (en) de Springville, au Tweed Museum of Art (en) de Duluth, au California Club (en), au Jonathan Club (en) et au musée d'Art du comté de Los Angeles et au Crocker Art Museum de Sacramento.  

## Œuvres

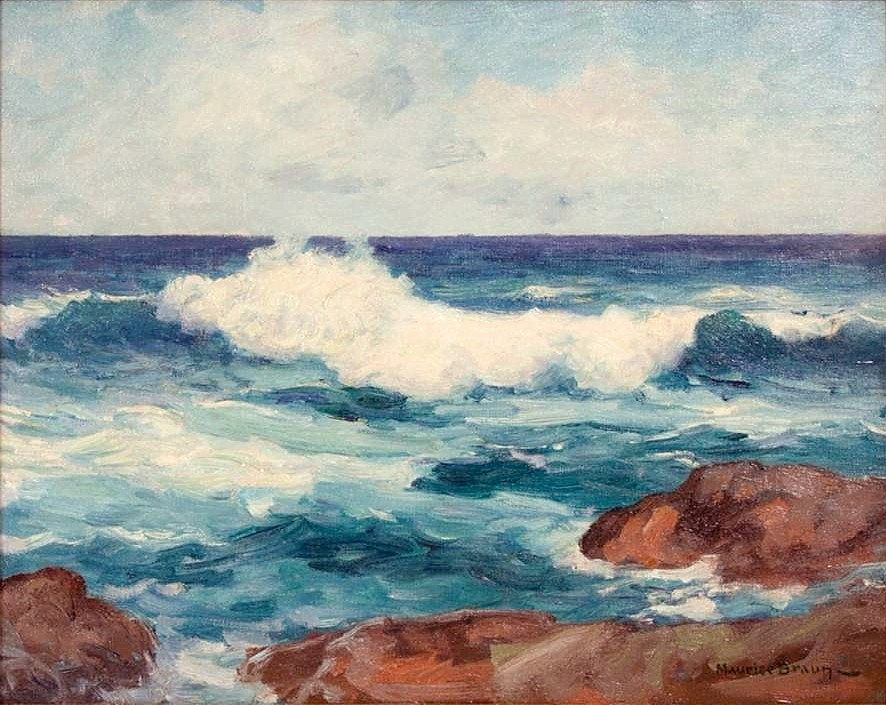
Crashing Surf Neat Point Loma, California, sans date
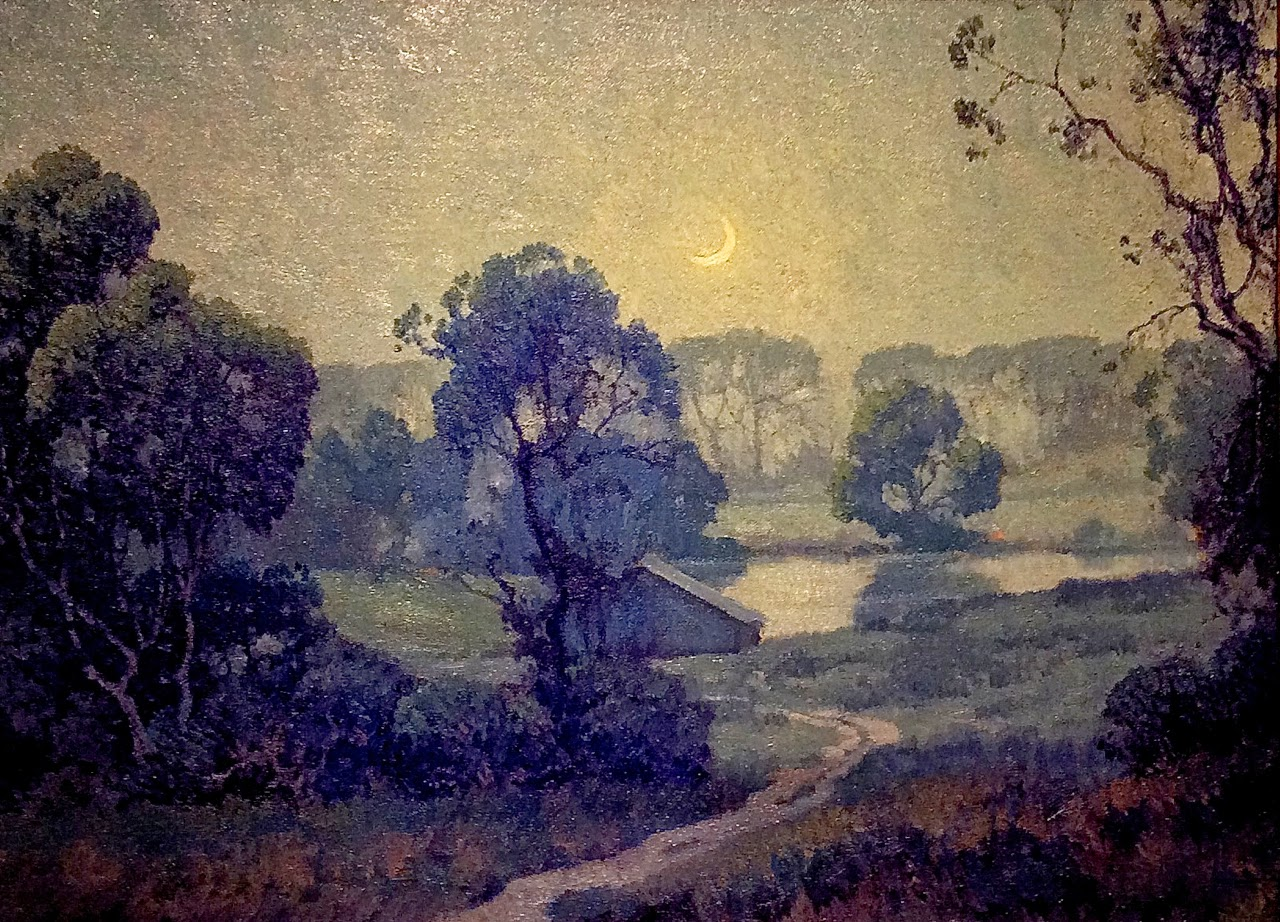
Early Evening, California, sans date
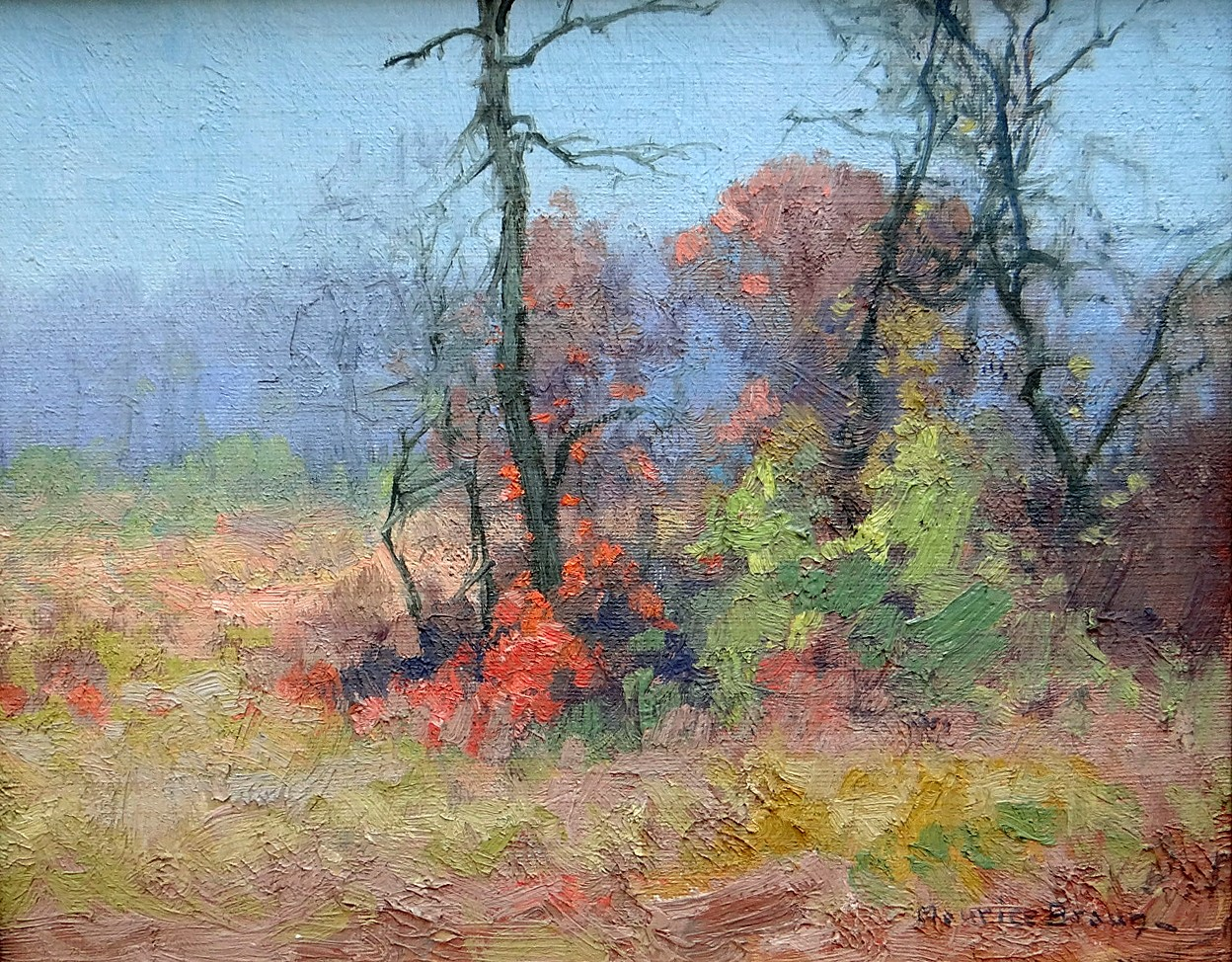
End of Autumn, 1925
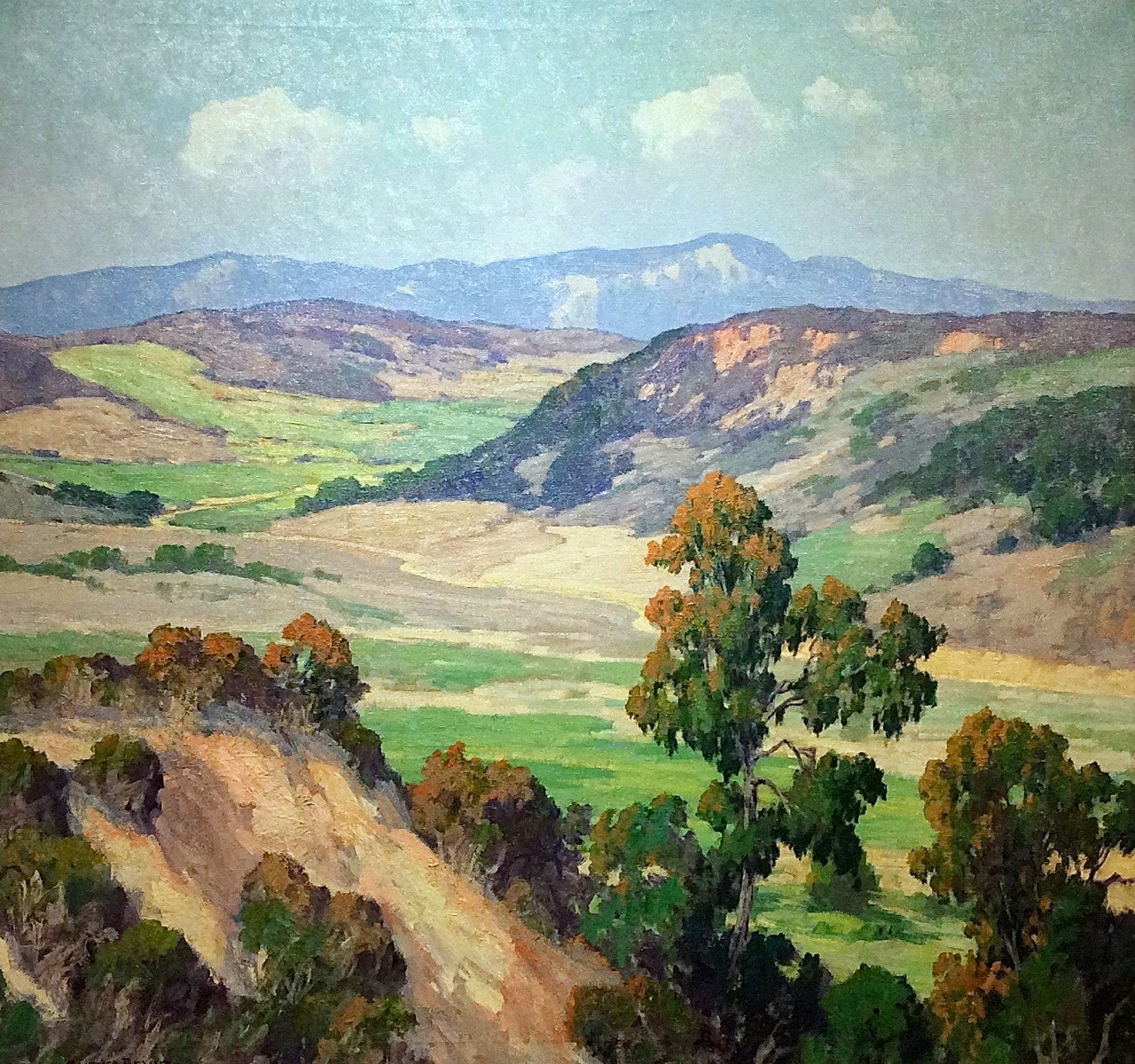
Foothills, 1934
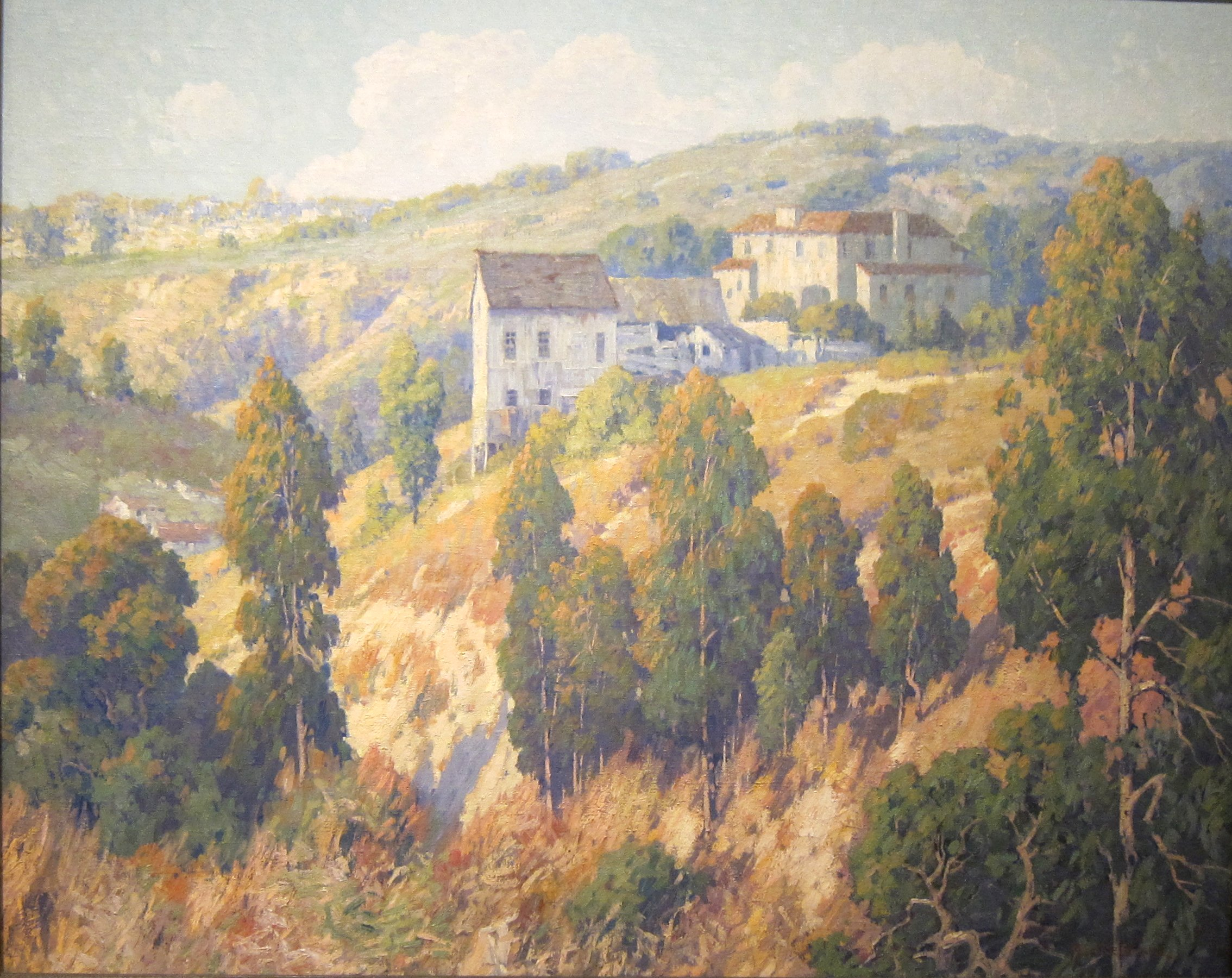
Southern California Landscape, 1934, Musée d'Art de San Diego
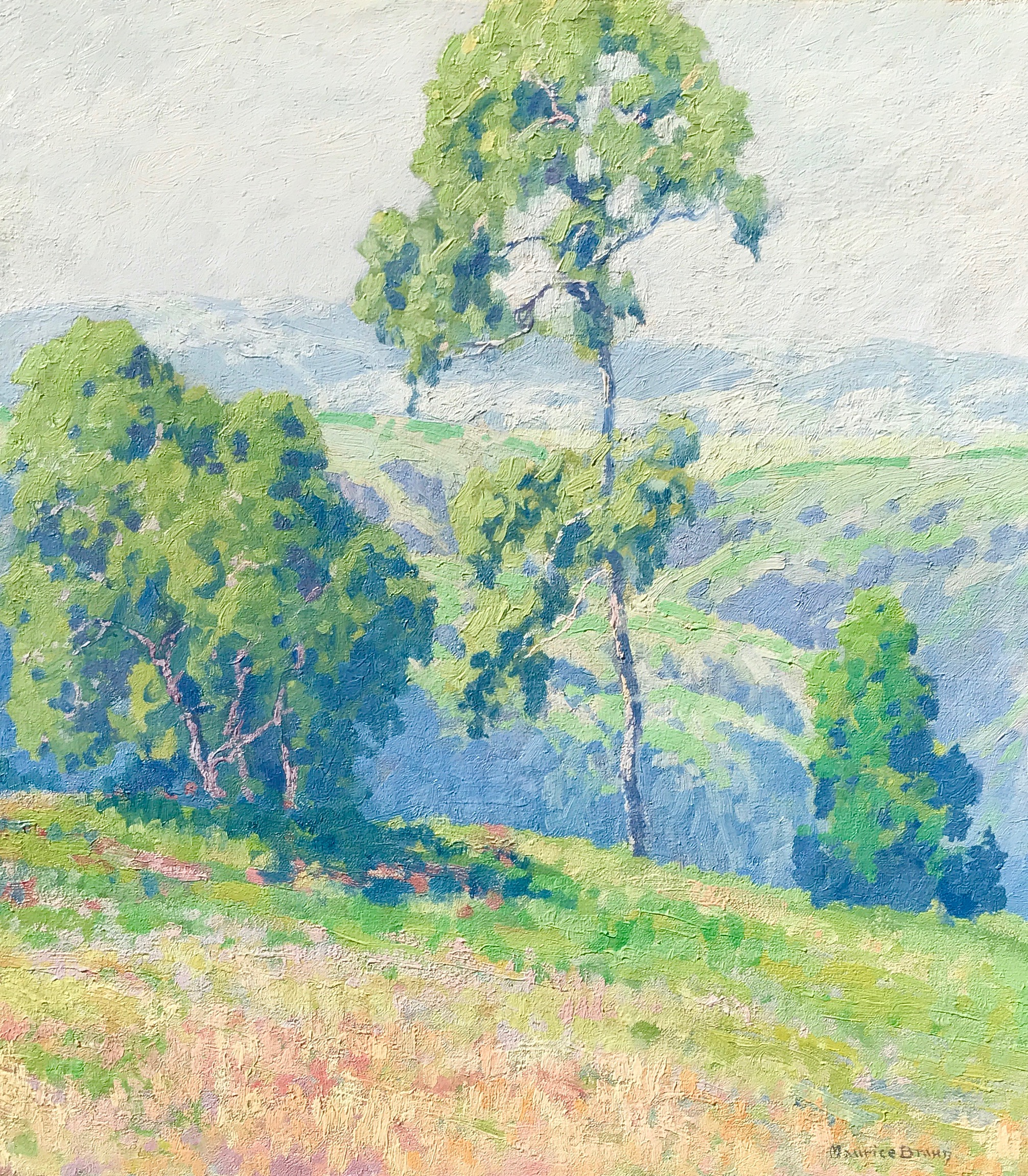
Mission Valley, sans date